# ワットフォード・ジャンクション駅
ワットフォード・ジャンクション駅（ワットフォード・ジャンクションえき、英語：Watford Junction station）は、イギリスのワットフォード中心部の主要な鉄道駅である。ウェスト・コースト本線の途中駅、ウェスト・コースト本線の支線にあたるアビー線の起点、そしてワットフォード直流線の北端である。
アヴァンティ・ウェスト・コースト、ロンドン・ノースウェスタン・レールウェイ（ウェスト・ミッドランズ・トレインズ）、サザン（ゴヴィア・テムズリンク・レールウェイ）、カレドニアン・スリーパー、そして当駅を終点とするロンドン・オーバーグラウンドの5社が発着している。この駅はトラベルカード・ゾーンスペシャル内にある。

## 駅の現在
11番線までホームがある。ロンドン・オーバーグラウンドが1 - 4番線、急行線が6・7番線、快速・各駅線が8 - 10番線、アビー線が11番線である。なお、5番線は1980年代の改装以降欠番になっており、10番線は当駅折り返し専用ホームである。
ロンドン・オーバーグラウンド線の1 - 4番線は部分的に屋根があり、ナショナル・レールのホームはいくつかある待合室を除いて屋根がない。

### 運行
日中の運転パターンは以下の通り（本数は1時間あたり）。
- ナショナル・レール（上り・南行）
  - アヴァンティ・ウェスト・コースト
    - 1本 ユーストン駅行き（降車のみ）

  - ロンドン・ノースウェスタン・レールウェイ（ウェスト・ミッドランズ・トレインズ）
    - 5本 ユーストン駅行き

  - サザン（ゴヴィア・テムズリンク・レールウェイ）
    - 1本 イースト・クロイドン駅（英語版）行き

  - カレドニアン・スリーパー
    - 毎日1本 ユーストン駅行き（降車のみ）
- ナショナル・レール（下り・北行）
  - アヴァンティ・ウェスト・コースト
    - 1本 バーミンガム・ニューストリート駅行き

  - ロンドン・ノースウェスタン・レールウェイ（ウェスト・ミッドランズ・トレインズ）
    - 2本 トリング駅（英語版）行き
    - 1本 ミルトン・キーンズ・セントラル駅（英語版）行き
    - 1本 ルジュリー・トレント・ヴァレー駅（英語版）行き
    - 1本 リヴァプール・ライム・ストリート駅行き

  - サザン（ゴヴィア・テムズリンク・レールウェイ）
    - 1本 ミルトン・キーンズ・セントラル駅行き

  - カレドニアン・スリーパー
    - 毎日1本 アバディーン駅（英語版）・インヴァネス駅（英語版）・フォート・ウィリアム駅（英語版）行き
    - 毎日1本 グラスゴー・セントラル駅・エディンバラ・ウェイヴァリー駅行き
- ナショナル・レール（アビー線（英語版））
  - ロンドン・ノースウェスタン・レールウェイ（ウェスト・ミッドランズ・トレインズ）
    - 1本 セント・オールバンズ・アビー駅（英語版）行き
- ロンドン交通局（南行のみ）
  - ロンドン・オーバーグラウンド
    - 4本 ユーストン駅行き

## 歴史
1837年7月にロンドン・アンド・バーミンガム鉄道(L&BR)によって建設され開業した当時の駅は、現駅よりも200 mほど北のセント・オールバンズ・ロードと交差する掘割の部分に作られていた。道路沿いにあり階段で結ばれていた当時の駅舎は現在も同じ位置に現存し、指定建築物となっている。1846年にL&BRがロンドン・アンド・ノース・ウェスタン鉄道(LNWR)に吸収され、同社の駅となる。
1858年5月、新しく建設されたセント・オールバンズへの支線（現在のアビー線）との分岐点となる現在の位置に移転し、ワットフォード・ジャンクション駅と呼ばれるようになる。1862年にはワトフォード・アンド・リックマンズワース鉄道が駅に乗り入れるようになった。この鉄道の路線はほとんどが廃線となっているが、一部が現在のロンドン・オーバーグラウンドワットフォード直流線のルートとして残っている。1912年にはLNWRによってワットフォード直流線の元となる、ユーストン駅とワットフォードを結ぶ全線直流電化の新たな近郊路線が開業した。更に1917年にはロンドン地下鉄のベーカールー線がワットフォード直流線に乗り入れて当駅まで直通運転するようになった（この直通運転は1960年代以降段階的に削減され、1982年に終了した）。
1984年、19世紀末に建てられた駅舎を大型のオフィス併設ビルに建て替え、アビー線の配線とホーム位置を移動（これにより支線用ホームだった10番線が行き止まり式の折り返し専用ホームとなり、11番線は移設された）、5番線を撤去、配線移動とそれに先立つ機関区の閉鎖で空いた敷地への駐車場建設など大規模な改装が行われた。
2013年には、駅外側のバス・タクシー乗り場と駅正面口周辺の歩行者空間の再整備を主体とした改修が行われた。

## 隣の駅
ロンドン交通局
■ロンドン・オーバーグラウンド
ワットフォード・ハイストリート駅 - ワットフォード・ジャンクション駅
ナショナル・レール
■アヴァンティ・ウェスト・コースト
ユーストン駅 - ワットフォード・ジャンクション駅 - ミルトン・キーンズ・セントラル駅／ラグビー駅／コヴェントリー駅
■ロンドン・ノースウェスタン・レールウェイ（ウェスト・ミッドランズ・トレインズ）
ユーストン駅／ブッシー駅／ハーロウ&ウィールドストーン駅 - ワットフォード・ジャンクション駅 - キングス・ラングレー駅／ヘメル・ヘムステッド駅／ミルトン・キーンズ・セントラル駅
ワットフォード・ジャンクション駅 - ワットフォード・ノース駅
■サザン（ゴヴィア・テムズリンク・レールウェイ）
ハーロウ&ウィールドストーン駅 - ワットフォード・ジャンクション駅 - ヘメル・ヘムステッド駅
■カレドニアン・スリーパー
ユーストン駅 - ワットフォード・ジャンクション駅 - クルー駅／カーライル駅